# 国際銀行間通信協会
国際銀行間通信協会（こくさいぎんこうかんつうしんきょうかい、英: Society for Worldwide Interbank Financial Telecommunication、略称: SWIFT）は、銀行間の国際金融取引を仲介するベルギーの協同組合。
日本語では、アルファベットの頭文字「SWIFT」をカナ文字転写して「スイフト」と呼ぶほか、国際銀行間金融通信協会もしくは、国際銀行間通信協会とも呼ばれる。

## 概要
この組織によって提供される決済ネットワークシステムも「SWIFT」と呼ばれる。金融機関向けに主に自社開発の「SWIFTNet」、「SWIFTコード」として一般に知られているISO 9362ビジネス識別子コード（BIC）を使用するソフトウェアやサービスなどを販売している。Swift Transferは、International Money Transferとも呼ばれている。
SWIFTは資金移動を促進するわけではなく、正しくは支払い命令を送り、その命令は金融機関同士が持つコルレス口座で決済されなければならない。銀行取引をやり取りするためには、各金融機関は、銀行として法的に組織されているか、少なくとも1つの銀行と提携していることによって、銀行取引関係を結んでいる必要がある。SWIFTは、金融メッセージを安全な方法で伝送する一方で、加盟機関の口座を保有したり、何らかの形で清算や決済を行ったりすることはない。
2018年現在、世界中の高額なクロスボーダー決済の約半分がSWIFTネットワークを利用しており、2015年には200以上の国や地域の1万1000以上の金融機関を結び、1日平均3200万通以上のメッセージを交換していた。2022年現在、1日の決済額は約5兆ドルとなっている。
国際金融取引に広く活用され、加盟していなければ貿易が困難となるほどであるが、その非効率性には批判がある。2018年、ロンドンに拠点を置くFinancial Timesは、送金が頻繁に「最終目的地に到達するまでに複数の銀行を経由するため、時間がかかり、コストが高く、相手側にどれだけのお金が到着するのかの透明性に欠けている」と指摘した。SWIFTは2017年1月に「Global Payments Innovation」（gpi）という改良型サービスを導入、約4000（2020年10月現在）の金融機関に採用されていて、支払いの38%が30分以内に、92%が24時間以内に完了している。
ベルギー法に基づく協同組合として、SWIFTは加盟金融機関によって所有されている。本社はベルギーのブリュッセル近郊のラ・フルペにあり、本館はリカルド・ボフィル・タラー・デ・アルキテクチュラの設計で1989年に完成した。SWIFTの会長はパキスタンのYawar Shah、CEOはスペインの Javier Pérez-Tasso。SWIFTでは毎年Sibosという金融サービス業界向けの特別会議を開催している。

## 歴史
1973年5月、国際証券集中保管機関のセデル（現クリアストリーム）とユーロクリアの主要株主が設立した。設立当初は15か国の239銀行が会員株主であったが、その数は年々増加した。
1975年に利用ルールが制定された。1976年、協会はオランダ・ベルギーに最初の有人オペレーティング・センターを開設。ここでソフトウェアの開発などが行われた。サービスは1977年5月に始まった。1979年、合衆国に新たなオペレーティング・センターを設置。1980年、香港とシンガポールでサービス開始。
セデルは1981年に、ユーロクリアは1982年にシステムへ参加している。日本スイフトの開通は1981年3月9日である。1982年に単年度収支が黒字化。1986年に付加価値サービスとして2つの取り組み。1つは金融取引の照合サービスを開始。もう1つは、国際決済銀行と提携し欧州通貨単位の決済を手がける。1987年、証券会社・証券取引所をユーザーに加えた。
1992年、投資顧問会社を利用者に加える。1993年、ICカードと相互鍵交換を導入、セキュリティを向上させた。1995年総会の承認によって、2001年から条件をクリアした一般法人もアクセスしている。1998年、決済インフラなども利用するようになる。2001年から2004年にかけて、スイフトネットへ移行。2005年には202の国と地域の7800を超える金融機関が接続している。
2006年6月23日付のニューヨーク・タイムズは、スイフトのクラウド上で交換されていた情報が、中央情報局などによりテロ資金対策に利用されていたと報じた。アメリカ同時多発テロ事件を受けて始まったテロ資金追跡プログラムが、スイフトの送金データを使って遂行されていたという。ここで露呈したセキュリティの脆弱性はオペレーティング・センターが2つしかないことによるとされた。そこで2009年、スイスに3つ目のオペレーティング・センターが設置された。これに併せ、香港にスイフトネットの運用をモニターする管制塔を新たに設けることが決まった。従来は欧州と合衆国に1つずつおかれていた。
2007年からスイフトネットが個人メールをあつかうようになり負荷を増大させていたが、オペレーティング・センターの増設は結果的に負荷を分散させた。この個人メールはスイフト自身も利用しているが、他に6つの金融機関がユーザーとなっている。クリアストリーム、HSBC、DNB、残りは全部アフリカで、ボツワナ第一国立銀行、ネドバンク、スタンダード銀行。
2013年9月15日付18日更新のデア・シュピーゲルは、アメリカ国家安全保障局がスイフトを通じて広範囲の銀行取引とクレジットカード決済をモニターしていると報じた。エドワード・スノーデンの暴露によると、スイフトは狙われていたという。

2016年2月、バングラデシュ銀行経由でハッキングを受けた。これにより同行が8100万ドルを不正送金され損害を被った。シマンテックによると、後に同じマルウェアで数十の銀行がハッキングを受けた。
2022年2月26日、アメリカと欧州各国は、ロシアがウクライナへ侵攻したことに対する金融制裁として、一部のロシアの銀行をSWIFTから排除することを決定した。

## 制裁での利用
2012年、SWIFTはイランの核開発に対する制裁措置として、すべてのイランの銀行を国際ネットワークから切り離していた。ただし、2016年の時点で、国際的な制裁リストに含まれなくなったイランの銀行はSWIFTに再接続された。これにより、これらのイランの銀行との間の資金の移動が可能になったが、外国の銀行はイランとの取引に警戒を続けている。一次制裁により、米国の銀行とイランとの取引または米ドルでのイランとの取引はどちらも禁止されたままとなった。対イランでは2018年にも切り離しが行われた。この際にはイランの通貨であるリヤルが大暴落し、価値は制裁前の約6分の1となった。
2014年、SWIFTは、イスラエルの銀行のネットワークへのアクセスを取り消すための親パレスチナ人活動家からの電話を拒否した。同様に2014年8月、英国はウクライナへのロシアの軍事介入により、制裁措置としてのロシアによるSWIFTの使用を阻止するようEUに圧力をかけることを計画した。しかし、SWIFTはそうすることを拒否した。ロシアを拠点とするSWIFTに相当するSPFSは、バックアップ手段としてロシア中央銀行によって創設された。
2021年から2022年のロシア・ウクライナ危機の間、米国はロシアに対する暫定的な制裁措置を策定したが、ロシアをSWIFTから排除することは除外した。2022年のロシアによるウクライナ侵攻に続いて、バルト諸国の外相はロシアをSWIFTから切り離すよう求めた。しかし、他のEU加盟国は、欧州の貸し手が300億ドル近くの外国銀行のロシアへのエクスポージャーの大部分を保有していたことと、ロシアがSPFSの代替案を開発したことの両方のために消極的であった。
欧州連合、英国、カナダ、および米国は、2022年のロシアのウクライナ侵攻に対応して、SWIFTメッセージングシステムから一部のロシアの銀行を削除することに最終的に合意した。フランス、ドイツ、イタリア、日本の政府は、EUとともに声明を個別に発表した。これを受けて、SWIFTは2022年3月12日にロシアの7銀行をシステムから排除した。また、同年3月20日にベラルーシの3銀行を排除予定と表明した。この制裁以後、ロシアではSWIFTの代替手段を模索する動きが広がっている。